# Башинформсвязь
«Башинформсвязь» —  дочерняя компания «Ростелеком», крупный телекоммуникационный оператор и поставщик цифровых услуг в республике Башкортостан.
Сети связи компании охватывают все населенные пункты региона. Компания предоставляет клиентам широкий спектр современных услуг, включающий высокоскоростной доступ Интернет, кабельное и цифровое интерактивное телевидение, местную, внутризоновую, междугородную и международную связь.
ПАО «Башинформсвязь» продолжает модернизацию сетей связи и строительство новых волоконно-оптических линий на территории республики, что позволяет оказывать услуги связи в том числе крупнейшим корпоративным клиентам с разветвленной инфраструктурой.

## История
ПАО «Башинформсвязь» было образовано в 1992 году в результате акционирования государственного предприятия связи и информатики Республики Башкортостан.
В 1993 году компания начала предоставлять услуги сотовой связи в стандарте NMT-450, в 1998 году — в стандарте GSM-900, в 2000 году — с применением технологии CDMA.
В 2004 году компания начала предоставлять услуги широкополосного доступа в Интернет по технологии ADSL.
В 2009 году компания приобрела 98,77 % акций ОАО «Сотовая связь Башкортостана» (ССБ).
В 2012 году компания приобрела уфимскую точку обмена Интернет-трафиком ООО «БашТелекомСервис» (БТС).
В 2016 году компания приобрела регионального оператора АИСТ (компания) в Самарской области.
В 2021 году компания запустила крупнейшую модернизацию сетей по всей территории республики Башкортостан.
В 2022 году компания провела ребрендинг и полностью перешла на бренд-платформу "Ростелеком", окончательно отказавшись от использования бренда "Баштел".

## Собственники и руководство
Единственным акционером - владельцем обыкновенных акций компании является ПАО «Ростелеком». На Московской бирже обращаются привилегированные акции компании.
Генеральный директор — Сергей Константинович Нищев. 

## Показатели деятельности
«Башинформсвязь» является крупнейшим телекоммуникационным оператором в Башкирии, контролируя 93 % рынка телефонной связи и 78 % рынка доступа в Интернет.
Абонентская база компании на конец марта 2011 года насчитывала более 1 млн абонентов фиксированной телефонии, 251 тыс. абонентов широкополосного доступа в Интернет, 32 тыс. абонентов IPTV, 84 тыс. абонентов кабельного телевидения.
Основные финансовые показатели за 2010—2012 годы:
|                           | 2012 год  | 2011 год  | 2010 год  |
| ------------------------- | --------- | --------- | --------- |
| Выручка, тыс. руб.        | 6 168 284 | 5 873 535 | 5 596 837 |
| EBITDA, тыс. руб.         | 2 603 663 | 2 069 515 | 1 949 410 |
| Чистая прибыль, тыс. руб. | 987 444   | 700 180   | 719 958   |

1. Белорецкий межрайонный узел электрической связи
Сокращенное наименование: Белорецкий МУЭС ПАО «Башинформсвязь».
Адрес: 453500, г. Белорецк, ул. Ленина, 41.
- Аскаровский РУС
- Старосубхангуловский РУС
- Учалинский РУС
- Межгорье ГУС

2. Бирский межрайонный узел электрической связи
Сокращенное наименование: Бирский МУЭС ПАО «Башинформсвязь»
Адрес: 452320, г. Бирск, Октябрьская площадь, 3.
- Аскинский РУС
- Бураевский РУС
- Верхнетатышлинский РУС
- Караидельский РУС
- Мишкинский РУС
- Старобалтачевский РУС
- Нефтекамский ГУС
- Калтасинский РУС
- Николо–Березовский РУС
- Янаульский РУС
- Агидельский цех
- Дюртюлинский РУС
- Верхнеяркеевский РУС

3. Мелеузовский межрайонный узел электрической связи
Сокращенное наименование: Мелеузовский МУЭС ПАО «Башинформсвязь»
Адрес: 453850, г.Мелеуз, ул.Воровского, 2.
- Ермолаевский РУС
- Исянгуловский РУС
- Кумертауский ГУС
- Мраковский РУС

4. Месягутовский межрайонный узел электрической связи
Сокращенное наименование: Месягутовский МУЭС ПАО «Башинформсвязь».
Адрес: 452530, с. Месягутово, ул. Коммунистическая, 24.
- Большеустьикинский РУС
- Верхнекигинский РУС
- Малоязовский РУС
- Новобелокатайский РУС

5. Сибайский межрайонный узел электрической связи
Сокращенное наименование: Сибайский МУЭС ПАО «Башинформсвязь».
Адрес: 453640, г. Сибай, ул. Горького, 53а.
- Акъярский РУС
- Баймакский РУС
- Зилаирский РУС

6. Стерлитамакский межрайонный узел электрической связи
Сокращенное наименование: Стерлитамакский МУЭС ПАО «Башинформсвязь».
Адрес: 453125, г. Стерлитамак, ул. Коммунистическая, 30
- Ишимбайский РУС
- Стерлибашевский РУС
- Толбазинский РУС
- Федоровский РУС
- Салаватский ГУС
- Красноусольский РУС

7. Туймазинский межрайонный узел электрической связи
Сокращенное наименование: Туймазинский МУЭС ПАО «Башинформсвязь».
Адрес: 452750, г.Туймазы, ул.Чехова, 1б.
- Бакалинский РУС
- Буздякский РУС
- Шаранский РУС
- Языковский РУС
- Белебеевский РУС
- Бижбулякский РУС
- Давлекановский РУС
- Ермекеевский РУС
- Киргиз–Миякинский РУС
- Раевский РУС
- Октябрьский ГУС
- Чекмагушевский РУС

8. Центр технической эксплуатации
Сокращенное наименование: ЦТЭ ПАО «Башинформсвязь».
Адрес: 450000, г. Уфа, ул. Ленина, 30
- Благовещенский РУС
- Иглинский РУС
- Кармаскалинский РУС
- Кушнаренковский РУС
- Чишминский РУС
- Архангельский РУС
- Красногорский РУС

9. Санаторий-профилакторий «Связист»
Сокращенное наименование: Санаторий-профилакторий «Связист» ПАО «Башинформсвязь»
Адрес: 450018, г.Уфа, ул.Элеваторная, 10/1.

## Нарушения антимонопольного законодательства
25 марта 2010 года ФАС России признала ПАО «Башинформсвязь» нарушителем антимонопольного законодательства: компания навязывала клиентам порядок пропуска трафика максимально выгодным для себя способом (через зоновые транзитные узлы), а также необоснованно уклонялась от заключения договоров о присоединении сети зоновой связи ООО «СЦС Совинтел» к сети местной и зоновой телефонной связи ПАО «Башинформсвязь». Также ПАО «Башинформсвязь» установило в условиях присоединения сетей электросвязи и пропуска трафика дискриминационные условия в части ограничения для присоединенного оператора по пропуску трафика с задействованием строго определенного ресурса нумерации, по сравнению с ПАО «Башинформсвязь».
В июле 2011 года ФАС России инициировала разбирательство в отношении ПАО «Башинформсвязь», установив, что в 2009—2010 годах компания предоставляла доступ в Интернет по тарифам, дифференцированным в зависимости от места проживания абонентов. Антимонопольный орган пришел к выводу, что компания нарушила статью 10 Федерального закона «О защите конкуренции», поскольку доминирующие игроки на рынке не имеют права на необоснованное установление различных цен на один и тот же товар.